# Raba Wyżna
Pour la gmina, voir Raba Wyżna (gmina).
Raba Wyżna est un village dans la gmina de Raba Wyżna et situé dans la voïvodie de Petite-Pologne.